# Bitty Schram
Pour les articles homonymes, voir Schram.
Elizabeth Natalie Schram, dite Bitty Schram, née le 17 juillet 1968 à New York, est une actrice américaine.
Elle est plus particulièrement connue pour le rôle de Sharona Fleming qu'elle a interprété de 2002 à 2004 dans les trois premières saisons de la série Monk et pour lequel elle a reçu une nomination au Golden Globes.

## Biographie
Bitty Schram suit des études à l'université du Maryland. Elle fait ses débuts au cinéma aux côtés de Tom Hanks en interprétant le rôle d'une joueuse de baseball dans Une équipe hors du commun (1992). 
Ses apparitions suivantes dans des films tels que The Night we Never Met (1993) avec Matthew Broderick, Un beau jour (1996) avec Michelle Pfeiffer et George Clooney ou Une fiancée pour deux (1998) avec David Schwimmer sont honorées par les critiques.
En 2002, elle intègre la série Monk dans le rôle de Sharona Fleming. Cela lui vaut une nomination lors de la 61e cérémonie des Golden Globes en 2004 mais le Golden Globe de la meilleure actrice dans une série télévisée musicale ou comique est finalement décerné à Sarah Jessica Parker pour le rôle de Carrie Bradshaw dans Sex and the City. Quelques mois après, elle quitte la série avant la fin de la troisième saison à cause de l'échec de la renégociation de son contrat. 
Depuis, la carrière de Bitty Schram tourne au ralenti. De ses rares apparitions on retiendra un épisode de Kitchen Confidential en 2005 et deux épisodes de la série Thief en 2006. Elle fera également une dernière apparition dans Monk en 2009, dans un épisode de la saison 8 intitulé Monk et Sharona. 

## Filmographie

### Télévision

#### Téléfilms
- 1995 : Long Island Fever de Stephen Surjik : Penny
- 2001 : Destiny
- 2007 : L'Étoffe d'un champion de James A. Contner : Miss Jackie Nelson

#### Séries télévisées
- 1999 : Good Versus Evil (saison 1, épisode 04 : Gee Your Hair Smells Evil) : Ani
- 2000 : La Vie avant tout (Strong Medicine) (saison 1, épisode 16 : Sous dépendance) : Juno Bouvoir
- 2001 : Roswell (saison 3, épisode 04 : La Traque) : Bunny
- 2001 - 2002 : Felicity : Rita
  - (saison 4, épisode 09 : Cœur à prendre)
  - (saison 4, épisode 11 : Réconciliation)
  - (saison 4, épisode 15 : Tricheuse)
- 2002 - 2004 : Monk (saison 1, 2 et 3 jusqu'à l'épisode 10 ; 38 épisodes) : Sharona Fleming
- 2005 : Kitchen Confidential (saison 1, épisode 01 : Le resto est ouvert) : Reese Ryder
- 2006 : Thief : Lila Granville
  - (saison 1, épisode 02 : I Ain't Goin' to Jail for Anyone)
  - (saison 1, épisode 03 : Everything That Rises Must Converge)
- 2009 : Monk (saison 8, 10 épisode) : Sharona Fleming
- 2009 : Ghost Whisperer (saison 4, épisode 12 : Souvenirs de jeunesse) : Jody

### Cinéma
- 1992 : Fathers and Sons de Colin Browne : Terry
- 1992 : Une équipe hors du commun de Penny Marshall : Evelyn Gardner, voltigeur de droite
- 1993 : My Family Treasure de Rolfe Kanefsky : Alexandra jeune
- 1993 : Chassé-croisé (The Night We Never Met) de Warren Leight : pharmacienne
- 1994 : Full Cycle de Shira-Lee Shalit : Sofie
- 1994 : Chasers de Dennis Hopper : Flo, la Serveuse
- 1996 : Caught de Robert Milton Young : Amy
- 1996 : Le Porteur de cercueil de Matt Reeves : Lauren
- 1996 : Simples Secrets (Marvin's Room) de Jerry Zaks : Janine
- 1996 : Un beau jour (One Fine Day) de Michael Hoffman : Marla
- 1998 : Une fiancée pour deux (Kissing a Fool) de Doug Ellin : Vicki Pelam
- 1998 : Cleopatra's Second Husband de Jon Reiss : Hallie Marrs
- 2001 : The Tag de Peter Winther (court métrage) : Gina
- 2003 : Amours suspectes (Unconditional Love) de Paul John Hogan : serveuse
- 2004 : The Sure Hand of God de Michael Kolko : Christine Bigbee
- 2006 : A-List de Shira-Lee Shalit : Samantha
- 2016 : Moments of Clarity : officier Lori